# Климчук Марія Марківна
Марія Марківна Климчук (нар. 8 грудня 1943, тепер Радехівського району Львівської області) — українська радянська діячка, новатор сільськогосподарського виробництва, доярка, скотар колгоспу імені Радянської Армії селища Лопатин Радехівського району Львівської області. Депутат Верховної Ради УРСР 8-го скликання.

## Біографія
Народилася у селянській родині. У 1958 році закінчила восьмирічну школу. Член ВЛКСМ.
З 1958 року — доярка, скотар колгоспу імені Радянської Армії селища міського типу Лопатин Радехівського району Львівської області. У 1965 році надоїла по 3920 кг. молока від кожної корови.
Потім — на пенсії у селищі Лопатин Радехівського району Львівської області.

## Нагороди
- орден Леніна (1966)
- ордени
- медалі